# Carbonada flamenca
Carbonada flamenca o carbonada a la flamenca és una recepta de cuina tradicional de la cuina belga (Flandes belga) i de la cuina del Nord - Pas de Calais (Flandes "francesa"), variant de la carbonada feta a partir de trossos de carn (sovint vedella) bresats amb cervesa belga o cervesa del Nord - Pas de Calais.

## Origen i etimologia
El mot «carbonada» deriva de la paraula carbó, puix que aquest plat és originalment tradicionalment bresat (cuit a foc lent) durant molt de temps sobre brases de carbó, al costat del foc.

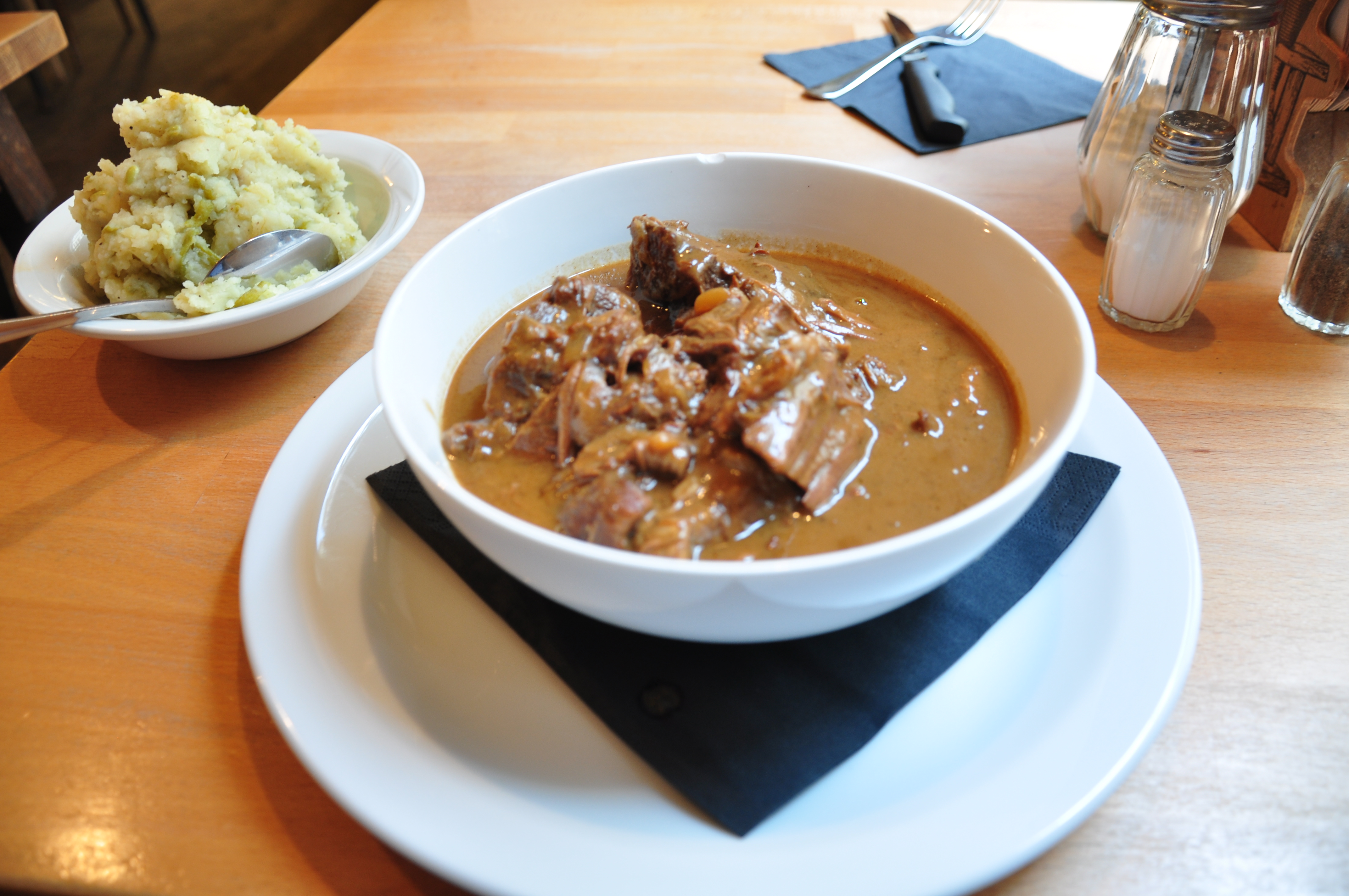
Amb stoemp
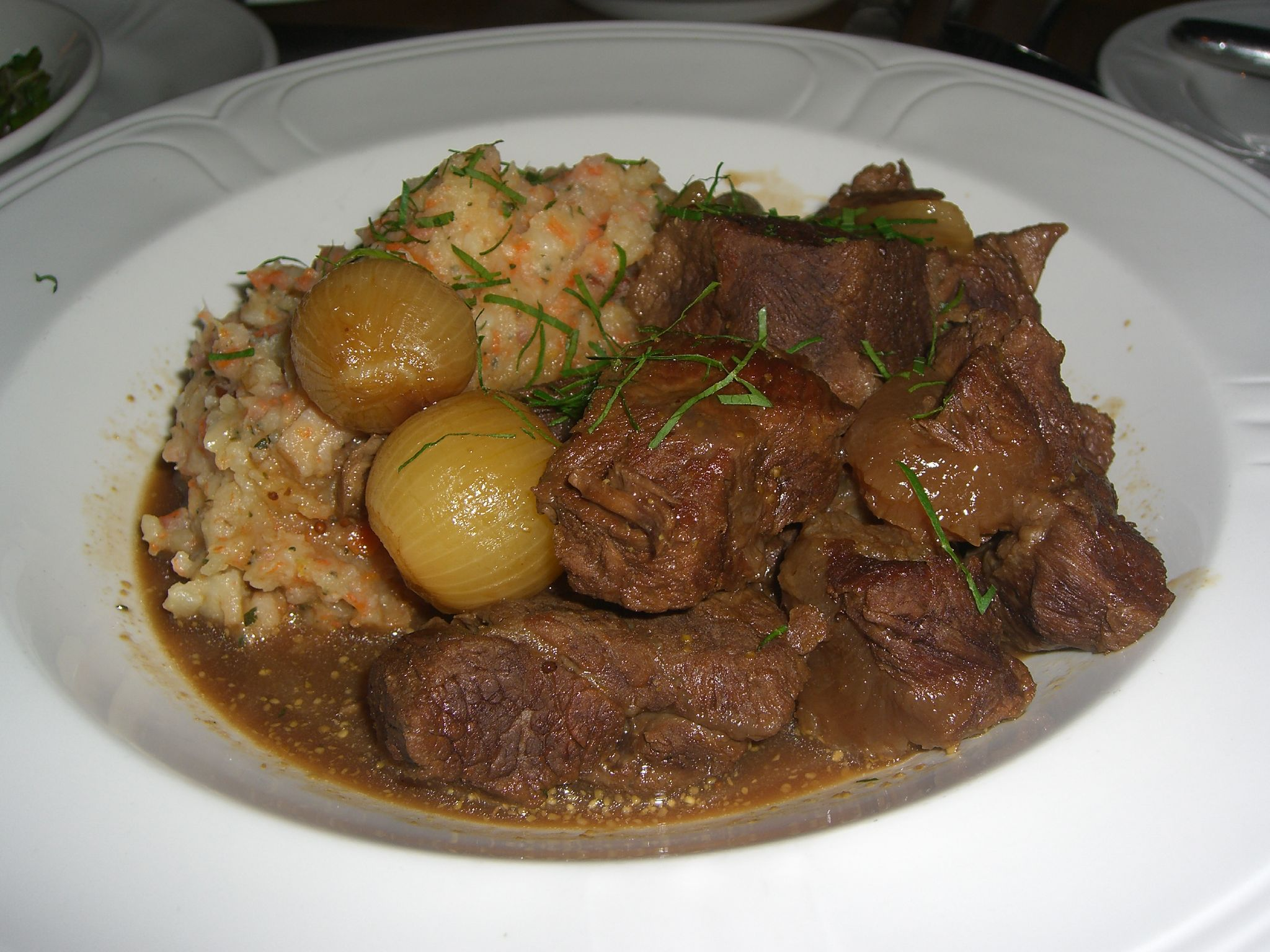

Variant de bou borgonyó (elaborat amb vi negre del vinyer de Borgonya) s'anomena stoofvlees (estofat, o mena d'escudella) o rundstoofvlees en holandès quan es prepara amb bou.

## Preparació
La carbonada flamenca consisteix en bresar trossos de bou, porc o carn de cavall en una cassola amb cervesa i ceba (per tradició, una cervesa negra belga, o cervesa del Nord - Pas de Calais). De vegades es prepara amb pa de pessic i una mica de sucre roig (amb el nom local de cassonade, i a França, de vergeoise) o xarop de Lieja (en aquest cas es parla de carbonnade à la Liègeoise). Les patates fregides que tradicionalment acompanyen aquest plat es preparen molt sovint amb greix de bou.